# Scapanoclypeus aulacocoleatus
Scapanoclypeus aulacocoleatus är en skalbaggsart som beskrevs av Evans 1987. Scapanoclypeus aulacocoleatus ingår i släktet Scapanoclypeus och familjen Melolonthidae. Inga underarter finns listade i Catalogue of Life.